# Kuivajoki
Kuivajoki är ett vattendrag i Finland.   Det ligger i landskapet Norra Österbotten, i den centrala delen av landet, 600 km norr om huvudstaden Helsingfors.
I övrigt finns följande i vattendraget:
- Kaupinsaaret (en ö)